# Nacionalni park Channel Islands
Nacionalni park Channel Islands jedan je od 58 nacionalnih parkova smještenih na području Sjedinjenih Američkih Država.

## Zemljopisni podaci
Ovaj je nacionalni park smješten u Tihom oceanu na pet od osam otoka otočja Channel. Nalazi se uz obale Kalifornije u blizini turističkog grada Santa Barbara. Otoci nacionalnog parka protežu se uzduž južne kalifornijske obale od rta Conception u blizini Santa Barbare do San Pedra, grada u blizini Los Angelesa. Uprava parka i centar za posjetitelje se nalaze u Venturi.
Površina parka iznosi 100.910 ha, od kojih polovica obuhvaća podmorje. 
U sastavu parka se nalaze otoci:
- San Miguel (površina 3.774 ha)
- Santa Rosa (površina 21.365 ha)
- Anacapa (površina 283 ha)
- Santa Barbara (površina 259 ha)
- Santa Cruz (površina 24.542)

## Klima
| Klimatološki srednjaci za Okrug Santa Barbara              | Klimatološki srednjaci za Okrug Santa Barbara | Klimatološki srednjaci za Okrug Santa Barbara | Klimatološki srednjaci za Okrug Santa Barbara | Klimatološki srednjaci za Okrug Santa Barbara | Klimatološki srednjaci za Okrug Santa Barbara | Klimatološki srednjaci za Okrug Santa Barbara | Klimatološki srednjaci za Okrug Santa Barbara | Klimatološki srednjaci za Okrug Santa Barbara | Klimatološki srednjaci za Okrug Santa Barbara | Klimatološki srednjaci za Okrug Santa Barbara | Klimatološki srednjaci za Okrug Santa Barbara | Klimatološki srednjaci za Okrug Santa Barbara | Klimatološki srednjaci za Okrug Santa Barbara |
| mjesec                                                     | sij                                           | velj                                          | ožu                                           | tra                                           | svi                                           | lip                                           | srp                                           | kol                                           | ruj                                           | lis                                           | stu                                           | pro                                           | godina                                        |
| ---------------------------------------------------------- | --------------------------------------------- | --------------------------------------------- | --------------------------------------------- | --------------------------------------------- | --------------------------------------------- | --------------------------------------------- | --------------------------------------------- | --------------------------------------------- | --------------------------------------------- | --------------------------------------------- | --------------------------------------------- | --------------------------------------------- | --------------------------------------------- |
| srednji maksimum, °C                                       | 18,3                                          | 18,7                                          | 19,1                                          | 20,3                                          | 20,7                                          | 22,0                                          | 24,0                                          | 25,0                                          | 24,3                                          | 23,4                                          | 20,6                                          | 18,6                                          | 21,2                                          |
| srednja dnevna temperatura, °C                             | 12,3                                          | 13,1                                          | 13,7                                          | 14,9                                          | 15,8                                          | 17,4                                          | 19,2                                          | 20,0                                          | 19,3                                          | 17,8                                          | 14,8                                          | 12,5                                          | 15,9                                          |
| srednji minimum, °C                                        | 6,3                                           | 7,4                                           | 8,3                                           | 9,4                                           | 11,0                                          | 12,7                                          | 14,3                                          | 15,1                                          | 14,2                                          | 12,1                                          | 9,1                                           | 6,4                                           | 10,5                                          |
| oborine, mm                                                | 100,6                                         | 95,5                                          | 66,0                                          | 34,1                                          | 7,7                                           | 2,7                                           | 0,5                                           | 0,9                                           | 4,2                                           | 11,0                                          | 44,8                                          | 78,2                                          | 447,1                                         |
| Izvor: Worldclimate.com, podaci za razdoblje 1961. – 1990. |                                               |                                               |                                               |                                               |                                               |                                               |                                               |                                               |                                               |                                               |                                               |                                               |                                               |

## Biljni i životinjski svijet
U parku obitava više od 2.000 različitih vrsta biljaka i životinja, no samo su tri vrste sisavaca endemične vrste (jelenski miš (lat. Peromyscus maniculatus), vrsta tvora i vrsta otočne lisice. Osim ovih sisavaca još je 145 vrsta životinja endemično i ne može ih se naći nigdje drugdje. Morski život varira od mikroskopskih fitoplanktona do ugroženih plavih kitova koji su najveće živuće životinje.

## Vanjske poveznice
- http://www.channel.islands.national-park.com/  Arhivirana inačica izvorne stranice od 30. ožujka 2010. (Wayback Machine)

## Ostali projekti
|  | Zajednički poslužitelj ima stranicu o temi Nacionalni park Channel Islands    |
|  | Zajednički poslužitelj ima još gradiva o temi Nacionalni park Channel Islands |